# 呂貝克音乐学院
呂貝克音樂學院（德語：Musikhochschule Lübeck）是在石勒苏益格-荷尔斯泰因州內唯一的音樂學院，位於德國東北部的呂貝克市。

## 歷史沿革
該校始可追溯至1911年，當時為私立校所。從1937年由於公眾的贊助改稱州立音樂學校。之後學校因戰爭被迫關閉，直至1950年以石勒苏益格-荷尔斯泰因音樂學校暨北德管風琴學校之名再度開放。1973年後才形成今日呂貝克音樂學院的學院規模。

## 外部連結
- 呂貝克音樂學院官方网站（页面存档备份，存于）
- 呂貝克音樂學院--布拉姆斯研究中心

1. 1 2 3 4 5 6 7 8 9 10 11 12 13 14 15 16 17 18 19 20 21 22 23 24  .   [2023年6月8日] （德语）.